# Apeadero de Branca
El Apeadero de Branca, originalmente nombrado como Estación de Branca, es una plataforma ferroviaria de la línea del Vouga, que sirve a la localidad de Branca, en el distrito de Aveiro, en Portugal.

## Características y servicios

### Localización y accesos
Se encuentra junto a la localidad de Branca, con acceso de transporte por un ramal de la Ruta Nacional 1/Itinerario Complementario 2.

### Servicios
Este apeadero es servido por convoyes regionales de la transportista Comboios de Portugal.

## Historia
Esta plataforma se encontraba inscrita, con la clasificación de estación, en el anteproyecto del tramo del ferrocarril del Valle del Vouga entre Espinho y el Río Caima, publicado en 1894; fue ubicada de forma que contase con un acceso directo a la ruta real.
La estación fue inaugurada en 1911, junto con el tramo entre Oliveira de Azeméis y Sernada do Vouga, en el cual se inserta.